# 恰尼格
恰尼格，是匈牙利沃什州所辖的一个村，总面积8.19平方公里，总人口383，人口密度46.8人/平方公里（2010年1月1日）。